# Le Bal des actrices
Le Bal des actrices è un film del 2009 scritto e diretto da Maïwenn.

## Trama
Maïwenn decide di realizzare un documentario sulle attrici francesi, di tutti i tipi: popolari, di nicchia, intellettuali, comiche, dimenticate... Mentre riprende le loro vite, giorno dopo giorno, tra disavventure e idiosincrasie, si fa a poco a poco irretire da queste donne tanto fragili quanto manipolatrici.

## Produzione
Tra le attrici che si sono rifiutate di partecipare al film ci sono state:
- Emmanuelle Seigner
- Charlotte Gainsbourg
- Cécile de France
- Marie-France Pisier
- Catherine Deneuve
- Isabelle Huppert
- Emmanuelle Béart

- Audrey Tautou
- Isabelle Carré
- Isild Le Besco
- Monica Bellucci
- Mathilda May
- Sophie Marceau
- Isabelle Adjani

Mélanie Laurent, Emmanuelle Devos e Marina Hands sono invece state tagliate in fase di montaggio.
Il film è concepito come un falso documentario. Ognuna delle attrici protagoniste del film, a partire dalla stessa Maïwenn, interpretano se stesse, ma i loro personaggi hanno tendenzialmente solo un remoto rapporto con la realtà. La regista ha costruito la sceneggiatura basandosi su veri aneddoti e discussioni avuti con le varie attrici. Passaggi del film come quelli con Muriel Robin e Phạm Linh Đan sono ispirati ai veri problemi delle attrici che vi recitano. Altri, come le scene di Karin Viard, Jeanne Balibar, Julie Depardieu, Romane Bohringer o Mélanie Doutey, sono di fantasia. Alcune particolarità sono state ispirate da attrici esistenti, ma assegnati da altre, come l'assunzione di botox da parte di Marina Foïs o l'interesse di Mélanie Doutey per i paesi del terzo mondo.

## Riconoscimenti
- 2010 - Premio César
  - Candidatura per il migliore attore non protagonista a JoeyStarr